# 弗雷努瓦拉蒙塔涅
弗雷努瓦拉蒙塔涅（法語：Fresnois-la-Montagne，法語發音：[fʁɛnwa la mɔ̃taɲ]）是法国默尔特-摩泽尔省的一个市镇，位于该省北部，属于布里埃区。

## 地理
弗雷努瓦拉蒙塔涅（49°29'40"N, 5°38'45"E）面积8.59 平方千米，位于法国大東部大區默尔特-摩泽尔省，该省份为法国东北部内陆省份，是洛林的一部分，北邻比利时、卢森堡，北起顺时针与摩泽尔省、下莱茵省、孚日省和默兹省接壤。
与弗雷努瓦拉蒙塔涅接壤的市镇（或旧市镇、城区）包括：孔拉格朗维尔、科讷和罗曼、希耶尔河畔蒙蒂尼、圣庞克雷、泰朗库尔、维莱拉谢夫尔、希耶尔河畔维维耶。

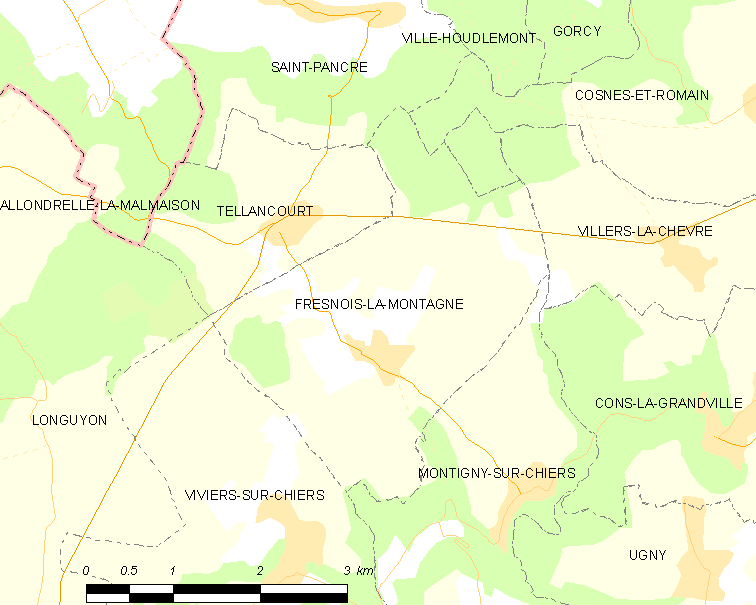
弗雷努瓦拉蒙塔涅的OSM定位图

弗雷努瓦拉蒙塔涅的时区为UTC+01:00、UTC+02:00（夏令时）。

## 行政
弗雷努瓦拉蒙塔涅的邮政编码为54260，INSEE市镇编码为54212。

## 政治
弗雷努瓦拉蒙塔涅所属的省级选区为蒙圣马丹县。

## 人口

1962-2008年间弗雷努瓦拉蒙塔涅人口变化图示

弗雷努瓦拉蒙塔涅于2022年1月1日时的人口数量为413人。